# 張文淵 (弘治進士)
張文淵（1459年—？），字公本，號躍川，浙江上虞縣人。明朝政治人物。

## 生平
弘治五年（1492年）壬子科浙江鄉試第八名舉人，四十一歲登弘治十二年（1499年）己未科會試第十三名，二甲第七名进士。授工部都水司主事，调兵部武选司。正德初，以劉瑾用事，致仕歸。正德六年（1511年）辛未起用，不就。官至南京礼部郎中，因考察罢官，遂不起。

## 著作
張文淵去官後，谈经授徒。著有《卫道录》、《诸图便览》、《八音百咏》、《东泉百咏》。他主张朱熹的理学观点，对王守仁（阳明）《传习录》多所参驳。即使这样，张文渊因病卒时，王守仁哀挽之。
张文渊工于書法，法朱熹，善真、草，笔力遒劲。

## 家族
曾祖张辉。祖张钺。父𤧚。母黄氏，继母胡氏。具庆下。兄文源。弟張文澐，正德六年進士。